# Жизнь Иисуса
«Жизнь Иисуса» — книга Эрнеста Ренана, посвящённая Иисусу из Назарета. Опубликована в 1863 году. Входит в «Историю происхождения христианства» («История первых веков христианства», 1864—1907), состоящую из семи книг.
Её публикация имела широкий успех у читателей, вызвав бурные дискуссии, но протест католической церкви и критику учёных. Ренан учёл часть замечаний последних при подготовке 13-го издания своей книги.

## История создания
В 1860 году Ренан возглавил археологическую экспедицию в Ливан и Сирию. В поездке по Ближнему Востоку его сопровождала сестра Генриетта, вместе с ней Ренан побывал в Ливане, Палестине, Иерусалиме. В свободное время он, вдохновлённый посещением мест, где зародилось христианство, начал работать над книгой:

Я решился записать все мысли о жизни Иисуса, зародившиеся во мне со времени моего пребывания в области Тира и путешествия по Палестине. Когда в Галилее я читал Евангелие, образ великого Основателя представился мне особенно ярко.

Сестра помогала ему, переписывая набело рукопись по мере готовности. Ренан посвятил книгу Генриетте, умершей в Бейруте 24 сентября 1861 года.
Ренан был знаком со всеми известными на то время источниками, современными исследованиями, посвящёнными зарождению христианства, в том числе работами немецких учёных, исповедовавших критический подход в изучении Библии. Однако «Жизнь Иисуса» не научный труд, а художественное воссоздание биографии Иисуса, базирующееся на сообщениях четырёх евангелистов. Работая с текстами евангелий, Ренан, по собственным словам, руководствовался предположениями, своей интуицией. В вводной части автор уделил особое внимание оценке источников, в том числе канонических евангелий, подробно освещая вопросы их авторства, датировки, достоверности в соответствии с достижениями современной ему библеистики. Рассказывая о жизни Иисуса, Ренан в основном следовал Евангелию от Иоанна, в котором был создан образ Иисуса, наиболее близкий автору. Исповедуя рационалистический подход, Ренан отвергал всё чудесное, история Иисуса по Ренану заканчивается с его смертью на кресте.

## Содержание
Ренан настаивает, что Иисус родился в Назарете, а не Вифлееме в семье ремесленника Иосифа. Его имя звучало как Йошуа. Этническое происхождение Иисуса Ренан не берётся определить, поскольку в Галилее помимо евреев жили финикийцы, арабы, ассирийцы и греки. Библейские «братья Господа» — это двоюродные братья от сестры Марии. Танах (Тору и Пророков) Иисус выучил в арамейском переводе. На формирование мировоззрения Иисуса оказала влияние философия Филона Александрийского. Поначалу Иисус вынашивал планы иудейского восстания, но поражение Иуды Галилеянина заставило его понимать власть более аллегорично. После смерти Иосифа семья Иисуса переселилась в Кану — на родину Марии. Оригинальность новой религии заключалась в поэтическом отождествлении Бога и Отца. Обрядовая религия заменялась нравственной проповедью. Существенное, хотя и вредное влияние на Иисуса оказал Иоанн Креститель, в котором Ренан видит последователя буддийских монахов. Собственное учение — Нагорную проповедь — он произнес в Капернауме. В 32 году он последний раз поехал в Иерусалим.

## Отрицание Ренаном христианских догматов
1. Иисус не был Богом.
2. Иисус не был Мессией.
3. Непорочное зачатие Иисуса.
4. Иисус родился в Назарете, а не в Вифлееме.
5. Воскресение Иисуса.
6. Вознесение Иисуса.

## В культуре
Русский художник Николай Ге использовал книгу «Жизнь Иисуса» при создании своей последней картины «Распятие» для обоснования формы и внешнего вида крестов, на которых были распяты Иисус Христос и два разбойника. В соответствии с описанием казни Христа, которое дал Эрнест Ренан, Николай Ге изобразил низкие Т-образные кресты, распятые на которых люди достают ногами до земли. Ноги Иисуса прибиты к поперечному брусу, которые использовались для опоры тела.

## Цитаты
- В некотором отношении Иисус является анархистом.
- Мечта его — громадная социальная революция.